# Le Gant à trois doigts
Le Gant à trois doigts est la onzième histoire de la série Gil Jourdan de Maurice Tillieux. Elle est publiée pour la première fois du no 1389 au no 1410 du journal Spirou. Puis est publiée sous forme d'album en 1966.

## Univers

### Synopsis
Au Gomen, petit état arabe près du golfe Persique, un homme discute avec Ali, chef de la police, de la découverte au Havre de caisses de gants à trois doigts. L'homme annonce également que Gil Jourdan est envoyé pour récupérer le destinataire des caisses. Jourdan arrive par avion à l'émirat peu après. À l'aéroport, le policier qui vérifie ses papiers alerte Ali de son arrivée, en précisant que Jourdan est un dur. L'homme averti se renseigne sur l'hôtel où Jourdan est descendu, et parvient, d'une chambre voisine, à envoyer un gaz soporifique dans celle de Jourdan. Puis il descend à la réception, afin de prévenir les gérants de l'hôtel du malaise que vient de faire leur client. Il propose ensuite d'appeler lui-même une ambulance. Lorsque l'ambulance emportant Jourdan passe, les habitants supposent qu'il s'agit d'une personne qu'on ne reverra jamais, comme d'habitude.
À son réveil, Jourdan se rend compte qu'il est enfermé dans une cellule. Bien qu'il ait été fouillé, il a dissimulé sur lui un pistolet le long de sa cheville. À ce moment, son geôlier, l'émir du Gomen, et Ali se présentent dans sa cellule, lui expliquant qu'il est dans la prison du palais de Goménorhabad. Ils lui annoncent également qu'ils savent pourquoi il se trouve au Gomen, et que ses amis à Paris sont surveillés par les agents de l'émir. Jourdan leur fait part de son intention de s'évader, et joint les paroles aux actes en les menaçant avec son pistolet.
Le trio sort facilement des bâtiments du palais, mais Jourdan est piégé par Ali lorsqu'il veut monter en voiture avec ses deux otages. Il s'empare alors d'un camion tout-terrain, alors qu'Ali détruit plusieurs voitures de l'émir pour tenter de l'arrêter. Les autres poursuivants de Gil n'ont pas plus de chance qu'Ali, mais le camion est pris dans le feu d'une mitrailleuse à un point de contrôle. Gil saute du camion, qu'il a dirigé sur la mitrailleuse, et détruit ainsi le bâtiment.
Il monte alors dans un taxi dont le chauffeur a fui devant la fusillade. Mais Gil a un accident, dû à sa surprise lorsqu'il découvre que ses passagers ne sont autres que Crouton et Libellule. Les compères se réfugient à l'abri, et racontent leurs différentes pérégrinations.
Libellule explique à son patron qu'il a démasqué un agent du Gomen, chargé de le filer, et qu'après interrogatoire, celui-ci lui a avoué que la mission de Jourdan était connue de l'émirat. Libellule alerta alors Crouton, qui avait recommandé Jourdan pour la mission auprès de l'État, et qui se sent responsable du danger que court alors Gil ; ils embarquèrent alors pour le Gomen, afin d'aider celui-ci à sortir du guêpier.
Jourdan leur donne alors une mission : prévenir un agent français infiltré au Gomen de sa présence, et lui réclamer de l'aide. L'agent, Philippe Chardin, arrive bientôt dans l'entrepôt au volant d'une ambulance tout-terrain, aux couleurs de l'émirat. Ils essaient de gagner le port et un Chris-Craft que Chardin tient près, mais un accident les démasquant les obligent à fuir sur un doris. Poursuivis en mer par une vedette de la police, et sur terre par des automitrailleuses, ils se réfugient dans l'épave d'un cargo échouée dans le golfe. Les policiers n'interviennent pas, attendant que la faim et la soif les délogent.
Là, Jourdan explique enfin le but de son voyage : libérer Louis Tanaro, spécialiste des services d'armement thermonucléaire, dont la présence au Gomen a été révélée par la découverte d'un gros envoi de gants de plastiques, à trois doigts, à destination de l'émirat. En effet Tanaro a perdu deux doigts à la main droite ; l'émir du Gomen souhaite sans doute s'équiper d'une arme nucléaire. Jourdan doit donc ramener Tanaro avec lui en France. La nuit venue, Jourdan et ses compagnons abordent la vedette à la nage, et capturent l'équipage. Grâce à la vedette, les Français s'approchent du casino de Goménorhabad, destiné aux entrepreneurs étrangers du pétrole. Après avoir saboté l'alarme, Jourdan et ses complices braquent le casino et embarquent l'argent des coffres.
Cet argent leur sert à capturer le yacht de l'émir, armé de canons pointés sur la ville, en faisant pleuvoir des billets à son bord. Une fois le navire capturé et ses canons braqués sur les raffineries de pétrole, Jourdan n'a plus qu'à se présenter à ce dernier pour lui faire relâcher le professeur Tanaro,  sous la menace de détruire ses raffineries et de le laisser s'expliquer avec les compagnies anglo-saxonnes. Les cinq Français rentrent alors en bateau en France.

### Personnages

#### Libellule
Libellule n'apparaît qu'à la planche 25 de l'aventure, où il rejoint avec Crouton, et par un concours de circonstance, son patron. Leur présence permet à Jourdan de contacter l'agent français présent au Gomen, tout en évitant que le héros soit exposé.

#### Crouton
Dans cette histoire, Crouton apparaît tardivement à la planche vingt-cinq en compagnie de Libellule pour aider Gilbert Jourdan alors poursuivis par l'armée du Gomen. Si dans les autres histoires de la série, Crouton a pour fonction de légaliser les actions de Gilbert Jourdan, dans Le Gant à trois doigts il se transforme en fidèle assistant du héros de la série.

#### Les méchants
Au Gomen, le trio va être confronté à tout un État totalitaire avec son armée et sa police. Plus particulièrement ils vont affronter les dirigeants de cet État. Son Excellence Ben El Mehmed, émir du Gomen. Plutôt gras avec une petite moustache et un gros nez. Il a plusieurs tics comme répéter « Bon ça ! » et de noter des réflexions grotesques dans un petit carnet. Ali le chef de la police de l'émirat du Gomen, et bras droit de l'émir. Physiquement il a un nez busqué et les cheveux noirs gominés. Il est chargé de faire arrêter Gilbert Jourdan dès son arrivée dans la capitale Gomenorhabad. Ahmed qui est le premier secrétaire de l'émir.

#### Alliés
Lors de leur fuite du Gomen le trio va rencontrer quelques amis qui vont les aider. Mohammed est un gardien d'entrepôt et l'un des rebelles issus du peuple qui est ennemi de l'émir. Philippe Chardin est un espion français ; ses caractéristiques physiques le font blond au nez cassé et assez maigre. Il aide Gilbert Jourdan, Libellule et Crouton à fuir pour rejoindre le port et fuir le pays, il participe aussi au siège du cargo « Roba », retranché avec les autres fuyards dans l'épave. Louis Tanaro est un professeur en thermonucléaire capturé par le Gomen. Il a la particularité de n'avoir que trois doigts à une main et doit porter des gants spéciaux ; il n'apparaît que dans la dernière case de l'aventure, semble gros et porte des lunettes. C'est pour le retrouver que Gilbert Jourdan est allé au Gomen.

### Véhicules remarqués

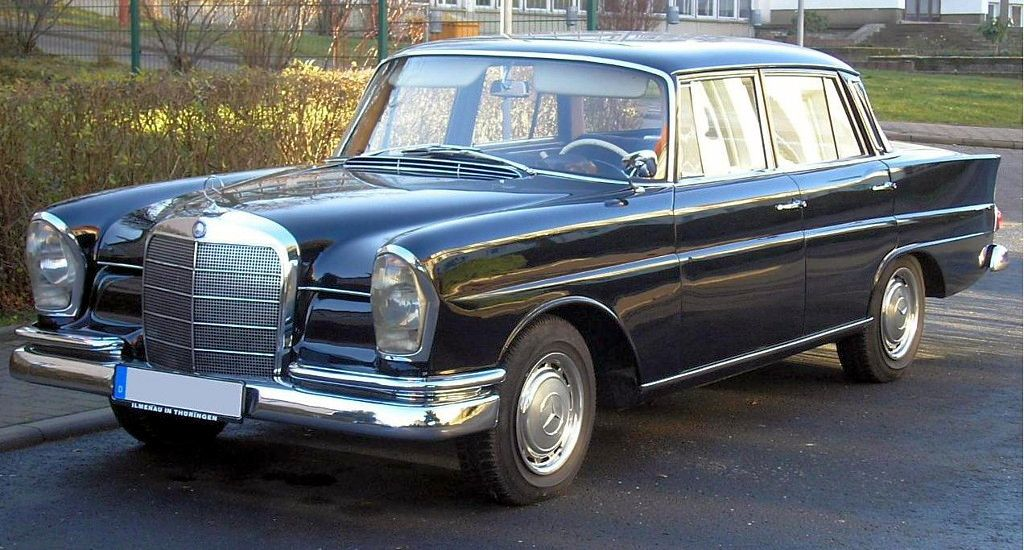
La Mercedes 220 SE (type W111), une des nombreuses voitures de l'émir.

- Mercedes-Benz W111, voiture de l'émir
- Chevrolet Biscayne ou Bel Air 64, voiture(s) de l'émir
- Pontiac Bonneville (en) 64[3], voiture de l'émir
- Buick Skylark, taxi
- Mercedes-Benz Unimog 411[4], camion tout-terrain de l'émir

### Lieu
L'émirat du Gomen a pour capitale la ville de Goménorhabad ; c'est un pays fictif situé en bordure de la Péninsule Arabique, côté Mer Rouge. Le chef d'État est l'émir Ben El Mehmed, haï par son peuple, qui rêve de posséder la puissance atomique pour dominer le monde arabe. La richesse naturelle du pays est le pétrole exploité par le Royaume-Uni et les États-Unis.

### Réplique
Jourdan vient de détruire un point de contrôle en lançant son camion dessus, et est en train de s'enfuir à pied.
- L'officier du point de contrôle : "Une question simple : qu'avez-vous en main ?"

- Le soldat : "?"

- L'officier : "D'homme à homme !"

- Le soldat : "?!?... Une mitraillette !"

- L'officier : "Bravo !... Et à quoi cela sert-il ?"

- Le soldat : "?"

- L'officier : "Parlez-moi comme à un père !... Une mitraillette, c'est pour ?... C'est pour ?..."

- Le soldat : "Pour tirer !"

- L'officier (criant) : "Alors tirez ahuri !! Vous voyez bien qu'il se sauve !!!"

## Historique
Le Gant à trois doigts débute sa publication dans le no 1389 du 26 novembre 1964. Maurice Tillieux travaille alors depuis 1956 sur la série Gil Jourdan qu'il a créée après avoir rejoint les éditions Dupuis. En huit ans, il a déjà produit prêt de trois cent cinquante planches de sa série, mais pour la première fois il va produire une histoire incomplète. Sa méthode de travail est maintenant bien rodée. Il travaille de midi à trois ou quatre heures du matin et une histoire complète de Gil Jourdan lui prend seulement six mois. Il écrit d'abord un scénario, mais sans que le découpage des cases ne soit effectué afin de lui permettre de changer au fur et à mesure que lui vienne de nouvelles idées pendant la création de la planche. Par son statut d'auteur privilégié il peut se permettre d'apporter une simple ébauche de scénario à la rédaction de Spirou. Il trouve le sujet de son histoire selon ses envies et non selon une logique commerciale.

## Analyse

### Style

#### Atmosphères
Dans l'histoire Le Gant à trois doigts, l'atmosphère représentée est celle d'une dictature monarchique de la Péninsule arabique. Ce qui marque le plus c'est la présence sans arrêt du soleil. Ce dernier est d'ailleurs ce qui, dans l'œuvre de Maurice Tillieux, représente le mieux les pays étrangers (hormis la Chine dans Le Chinois à deux roues) et chez Maurice Tillieux un pays étranger est forcément pauvre et totalitaire. Dans cette histoire, comme celle qui se passe dans les dictatures « ensoleillés », Gilbert Jourdan et ses acolytes n'affrontent pas des méchants individuellement ou formés en gang, mais un État répressif représenté par une armée, des chefs militaires ou des policiers qui veulent à tout moment arrêter Gilbert Jourdan. La dictature est aussi représentée par un lieu clos où s'évader est théoriquement impossible, dans Le Gant à trois doigts ce lieu est la forteresse de style arabe entourée de garde à mitraillettes.

#### Narration
Pour la première fois de sa carrière d'auteur, Maurice Tillieux va jouer avec le temps. En effet, les vingt-sept planches par lesquelles débutent l'histoire sont en temps réel. De l'arrivée de Gilbert Jourdan par avion à l'aéroport de Gomenorhabad jusqu'à l'arrivée de Libellule et Crouton. Durant ce laps de temps, Gilbert Jourdan n'a pas une minute de répit puisqu'il est enlevé par la police du Goman, enfermé dans les caves du Palais, de s'évader et de vivre une longue course-poursuite de huit planches qui voit la destruction de quatre voitures, d'un camion, de quatre motos et de la porte principale d'une forteresse. Le tout avec de nombreuses fusillades de chaque côté.
À partir de la planche vingt-huit, la narration reprend un normalement. Seulement pour conclure dans un format standard de quarante-quatre planches, Maurice Tillieux doit conclure son histoire en seize planches. La narration est alors inversée par rapport au début de l'histoire et l'auteur multiplie les ellipses pour rattraper le temps perdu. Mais c'est insuffisant et Maurice Tillieux est obligé de raconter le braquage d'un casino en une seule planche pour terminer son histoire dans le nombre de planche standard de l'éditeur. C'est la seule fois dans sa carrière que Maurice Tillieux est ainsi piégé par la pagination et obligé de finir son histoire sans perfection.

#### Humour
Dans cette histoire, l'humour est incarné par l'émir du Gomen et ses jeux de mots. Ils sont souvent involontaire et mal compris par son entourage, créant ainsi des situations comiques. Ainsi dans la planche douze, il donne un ordre à ses soldats de tirer sur Gilbert Jourdan qui s'enfuit en l'appelant « ce chien », les soldats comprenant mal vont alors tirer sur un vrai chien, décuplant la fureur de l'émir et créer un quiproquo. Ses sbires pratiquent aussi l'ironie amère lorsque la situation est perdue, ainsi dans la planche vingt-quatre à un soldat qui a raté son tir, son supérieur lui dit « Je crois que vous manquez d'entraînement. Vous devriez tirer plus ! Pour commencer, je suggère que vous tiriez quarante mois de prison… ». Libellule qui, dans la série, est le spécialiste du jeux de mots n'en sort pratiquement aucun dans cette histoire, il faut noter aussi que Libellule est plus absent dans ce récit que dans les autres. Autre gag récurrent dans l'œuvre de Maurice Tillieux, le private joke. Dans cette histoire, c'est un cargo baptisé « Roba » à la planche trente-six qui fait office de clin d'œil à Jean Roba l'auteur de Boule et Bill.

### Censure
Cette histoire vaudra à Maurice Tillieux des ennuis avec la censure française. Le Gant à trois doigts débute sa publication en 1964, époque où la guerre d'Algérie est encore très présente dans les mémoires. Au détour d'une interview donnée en 1977, Maurice Tillieux raconte avoir été convoqué au Ministère de l'Intérieur français en compagnie de Morris, l'auteur de Lucky Luke, lui aussi entendu par la censure pour son histoire Billy the Kid. Partis deux jours auparavant de Belgique, les deux compères ont traîné tôt le matin aux Halles de Paris, si bien qu'en arrivant au Ministère à huit heures, ils sont en état d'ivresse. On ne sait pas si Maurice Tillieux apporta des modifications à son histoire, mais il est probable qu'une histoire pour enfants se déroulant dans un pays du monde arabe  alors que la guerre d'Algérie n'était terminée que depuis deux ans n'était pas du goût de tout le monde.

## Publication

### Revues
Les planches du Gant à trois doigts furent publiées dans l'hebdomadaire Spirou entre le 26 novembre 1964 et le 22 avril 1965 (n°1389 à 1410) :
| Planches             | Numéro | Pages    | Date             |
| -------------------- | ------ | -------- | ---------------- |
| 1a, 1b, 2a et 2b     | 1389   | 10 et 11 | 26 novembre 1964 |
| 3a, 3b, 4a et 4b     | 1390   | 10 et 11 | 3 décembre 1964  |
| 5a, 5b, 6a et 6b     | 1391   | 30 et 31 | 10 décembre 1964 |
| 7a, 7b, 8a et 8b     | 1392   | 28 et 29 | 17 décembre 1964 |
| 9a, 9b, 10a et 10b   | 1393   | 30 et 31 | 24 décembre 1964 |
| 11a, 11b, 12a et 12b | 1394   | 30 et 31 | 31 décembre 1964 |
| 13a, 13b, 14a et 14b | 1395   | 30 et 31 | 7 janvier 1965   |
| 15a, 15b, 16a et 16b | 1396   | 30 et 31 | 14 janvier 1965  |
| 17a, 17b, 18a et 18b | 1397   | 30 et 31 | 21 janvier 1965  |
| 19a, 19b, 20a et 20b | 1398   | 30 et 31 | 28 janvier 1965  |
| 21a, 21b, 22a et 22b | 1399   | 30 et 31 | 4 février 1965   |
| 23a, 23b, 24a et 24b | 1400   | 30 et 31 | 11 février 1965  |
| 25a, 25b, 26a et 26b | 1401   | 30 et 31 | 18 février 1965  |
| 27a, 27b, 28a et 28b | 1402   | 44 et 45 | 25 février 1965  |
| 29a, 29b, 30a et 30b | 1403   | 22 et 23 | 4 mars 1965      |
| 31a, 31b, 32a et 32b | 1404   | 30 et 31 | 11 mars 1965     |
| 33a, 33b, 34a et 34b | 1405   | 36 et 37 | 18 mars 1965     |
| 35a, 35b, 36a et 36b | 1406   | 8 et 9   | 25 mars 1965     |
| 37a, 37b, 38a et 38b | 1407   | 48 et 49 | 1er avril 1965   |
| 39a, 39b, 40a et 40b | 1408   | 46 et 47 | 8 avril 1965     |
| 41a, 41b, 42a et 42b | 1409   | 30 et 31 | 15 avril 1965    |
| 43a, 43b, 44a et 44b | 1410   | 8 et 9   | 22 avril 1965    |

### Album
La première édition de cet album fut publiée aux Éditions Dupuis en 1966 (dépôt légal 01/1966). On retrouve cette histoire dans Aventures exotiques, le tome 3 de la série Tout Gil Jourdan (Dupuis - 1986), ainsi que dans le tome 3 de la série Gil Jourdan - L'intégrale (Dupuis - 2010).